# Angela Piskernik

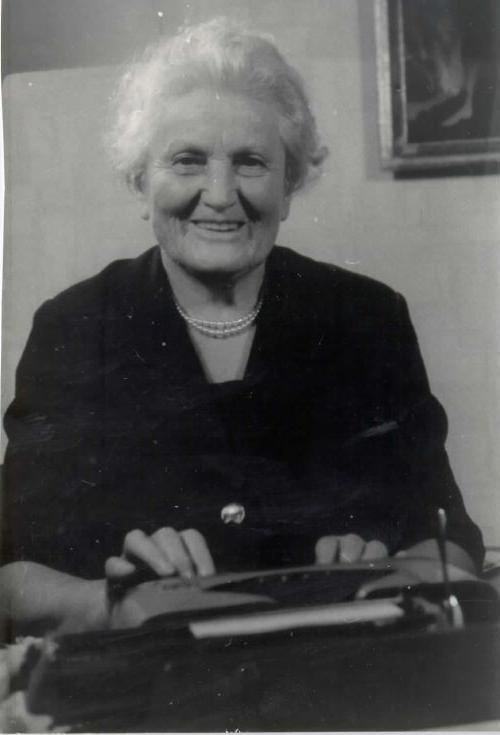
Angela Piskernik

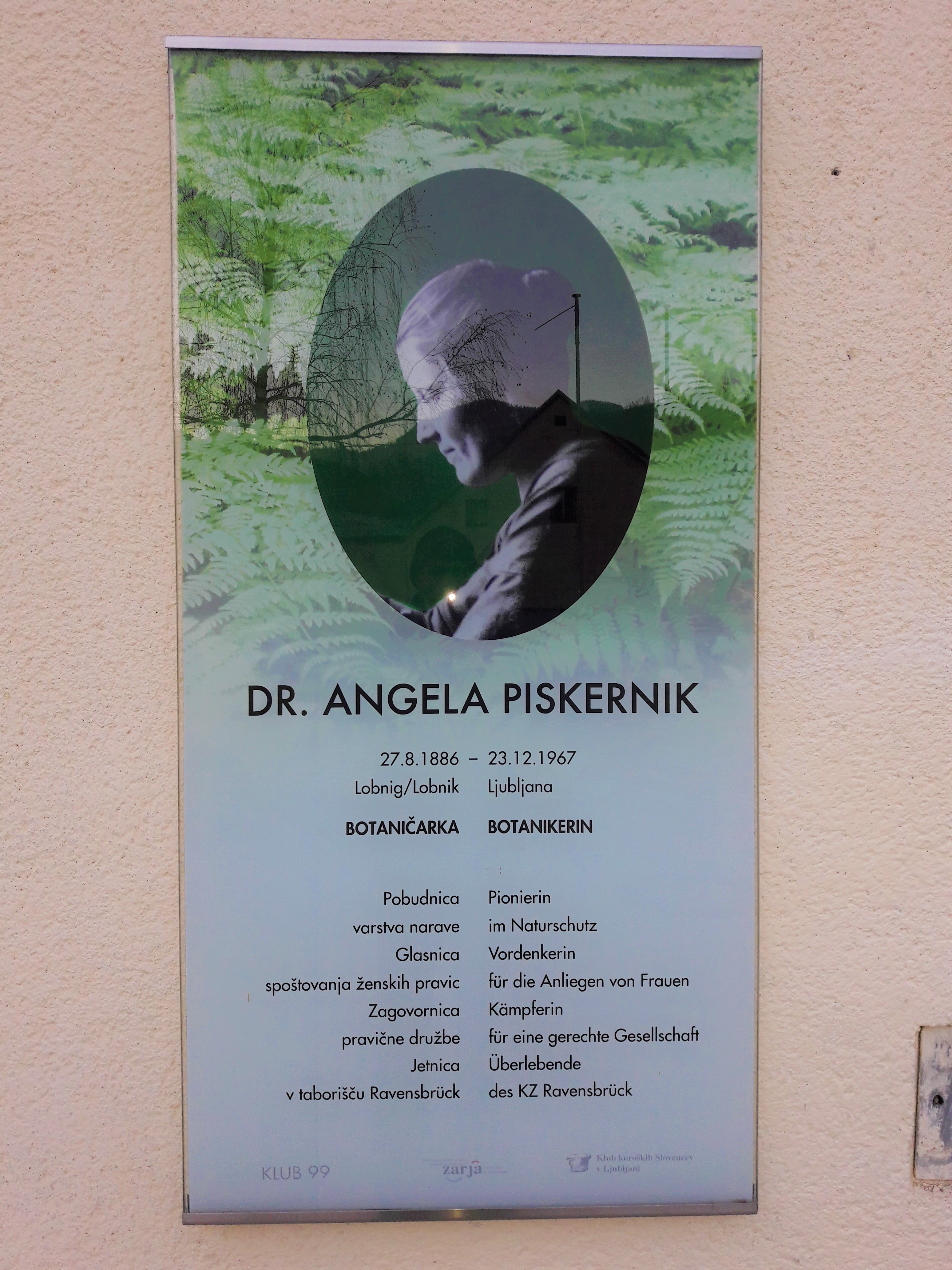
Gedenktafel am Eisenkappler Pfarrhaus

Angela Piskernik (* 27. August 1886 in Lobnig bei Bad Eisenkappel, Kärnten; † 23. Dezember 1967 in Ljubljana) war eine österreichisch-jugoslawische Botanikerin und Naturschützerin.

## Leben und Wirken
Piskernik besuchte die Lehrerbildungsanstalt der Ursulinen in Klagenfurt und ein Gymnasium in Graz. Sie promovierte 1914 an der philosophischen Fakultät der Universität Wien mit einer Doktorarbeit in Botanik. Zu ihren akademischen Lehrern gehörte Hans Molisch. Danach arbeitete sie in der Botanischen Abteilung des Landesmuseums in Ljubljana und unterrichtete Naturkunde an mehreren Gymnasien.
Seit Studientagen trat sie für Frauenrechte und die Rechte der slowenischen Volksgruppe in Kärnten ein. Nach der Volksabstimmung am 10. Oktober 1920 engagierte sie sich im „Klub der Kärntner Slowenen in Ljubljana“ und wurde dessen Vizepräsidentin.
Als ein Freund sich als Widerstandskämpfer betätigte, wurde sie 1943 von den Nationalsozialisten verhaftet und kam in das Konzentrationslager Ravensbrück. Dort verfasste sie eine Sammlung von Kochrezepten, die internierte Frauen einander erzählten. Die ebenfalls aus Bad Eisenkappel stammende Schriftstellerin Maja Haderlap erwähnt in dem Roman Engel des Vergessens ihr Verdienst um die Bewahrung und Veröffentlichung von Gedichten der mitgefangenen Slowenin Katharina Miklav.
1945 wurde sie zur Direktorin des Naturhistorischen Museums in Ljubljana bestellt. Auf dem Gebiet des Naturschutzes setzte sie sich unter anderem für Erneuerung und Bewahrung des Alpinen Botanischen Gartens Juliana und die Errichtung des Triglav-Nationalparks in Slowenien ein. Sie war inspiriert von den Ideen des italienischen Naturschützers Renzo Videsott.
In den 1960er Jahren war sie Delegierte Jugoslawiens bei der Internationalen Alpenschutzkommission CIPRA.
1966 schlug sie die Schaffung eines grenzüberschreitenden Naturparks gemeinsam mit Österreich in den Steiner Alpen und den Karawanken vor, der jedoch nicht realisiert wurde. Dieses Gebiet gehört heute zum Grünen Band Europas, einer Kette von Naturschutzgebieten entlang des ehemaligen Eisernen Vorhangs. Ihr Vorschlag diente als Anregung zur Gründung des Geoparks Karawanken.
1967 erhielt sie den Van-Tienhoven-Preis für Naturschutz der Alfred Toepfer Stiftung F.V.S.
Im Juli 2015 forderten die Klagenfurter Grünen die Benennung einer Straße oder eines Platzes nach Angela Piskernik. Im gleichen Jahr wurde am Kirchplatz in Bad Eisenkappel eine Gedenktafel angebracht.

## Veröffentlichungen (Auswahl)
- Die Plasmaverbindungen bei Moosen. In: Österreichische Botanische Zeitschrift. Band 64, Heft 3/4, 1914, S. 107–120 (zugleich Dissertation, zobodat.at [PDF]).
- Über die Einwirkung fluoreszierender Farbstoffe auf die Keimung der Samen. In: Sitzungsberichte der Akademie der Wissenschaften in Wien, mathematisch-naturwissenschaftliche Klasse. Bd. 130, Abt. 1, 6/7, 1921, S. 189–214 (zobodat.at [PDF]).
- Der Triglav-Nationalpark in den Julischen Alpen. In: Naturschutzparke 34, 1964, S. 1–6.
- Jugoslovansko-Avstrijski visokogorski park (predlog za zavarovanje) (mit einer deutschen Zusammenfassung: Zur Schaffung eines jugoslawisch-österreichischen Parks im hochgebirgigen Grenzgebiet). In: Varstvo narave 4, 1965, S. 7–15 (dlib.si).
- Naturschutz in Jugoslawien. In: Jahrbuch des Vereins zum Schutz der Alpenpflanzen und -tiere, 32. Jahrgang, 1967, S. 118–131 (zobodat.at [PDF]).
- Jahrzehnte dauernde Bemühungen um den Triglav-Nationalpark. In: Festschrift zur Verleihung des Van Tienhoven-Preises der Stiftung F.V.S. zu Hamburg. Rheinische Friedrich-Wilhelms-Universität Bonn, 1967, S. 33–45.

## Film
- Kuharska knjiga dr. Angele Piskernik (Das Kochbuch von Dr. Angela Piskernik, mit deutschen Untertiteln), Dokumentarfilm von Amir Muratović, 50 Minuten, Slowenisches Fernsehen, 2012.